# Zevenbronnenbeek
Zevenbronnenbeek of de Beek der zeven bronnen is een onbevaarbare waterloop die ontspringt in Montenaken (aan de grens met Walshoutem).
Ze vloeit door het landschap als grens tussen de gemeenten Gingelom en Landen (België).
In Walshoutem werd in de vallei van de Zevenbronnenbeek een overstromingsgebied aangelegd om zo de wateroverlast van de stad Landen te verminderen.
Na een aantal kilometers mondt de Zevenbronnenbeek op het grondgebied van Wezeren in de Dormaalbeek.